# Saint-Pierre-sur-Orthe
Saint-Pierre-sur-Orthe korábbi község Franciaország Loire mente régiójában, Maine-et-Loire megyében. Lakosainak száma 466 fő (2018. január 1.). Saint-Pierre-sur-Orthe Saint-Germain-de-Coulamer, Le Grez, Sillé-le-Guillaume, Mont-Saint-Jean, Saint-Thomas-de-Courceriers, Saint-Martin-de-Connée és Vimarcé községekkel határos.
2021. január 1-jén Vimarcé és Saint-Martin-de-Connée korábbi községgel egyesült és az így létrejött Vimartin-sur-Orthe új község része lett.

## Népesség
A település népessége az elmúlt években az alábbi módon változott:
| Lakosok száma | 785  | 660  | 565  | 531  | 489  | 468  | 459  | 471  | 463  | 466  |
|               | 1968 | 1975 | 1982 | 1999 | 2006 | 2011 | 2013 | 2016 | 2017 | 2018 |